# Pseudodaphnella nodorete
Pseudodaphnella nodorete is een slakkensoort uit de familie van de Raphitomidae. De wetenschappelijke naam van de soort is voor het eerst geldig gepubliceerd in 1916 door May.